# Stefan Szmidt
Stefan Szmidt (sinh ngày 11 tháng 8 năm 1943 tại Biłgoraj) là một diễn viên người Ba Lan.

## Tiểu sử
Stefan Szmidt tốt nghiệp Học viện Nghệ thuật Sân khấu Quốc gia Aleksander Zelwerowicz ở Warsaw (PWST) vào năm 1965. Ông chủ yếu diễn xuất trên sân khấu tại các nhà hát ở Warsaw như: Nhà hát Klasyczny (1965–1971), Nhà hát Studio (1972), Nhà hát TR Warszawa (1972–1978) và Nhà hát Ba Lan (1978-2009). Trong giai đoạn 1975-1976, ông cũng biểu diễn tại Nhà hát Ludowy ở Kraków - quận Nowa Huta.
Ngoài sự nghiệp diễn xuất trên sân khấu, Stefan Szmidt còn là gương mặt quen thuộc trong hơn 70 bộ phim điện ảnh và phim truyền hình Ba Lan. Trong đó, ông nổi tiếng với các phim như: Potop (1974), Ogniem i mieczem (1999), Generał Nil (2009) và Śluby panieńskie (2010).
Năm 2012, Stefan Szmidt vinh dự được trao tặng Huân chương Polonia Restituta vì những đóng góp nổi bật cho nền văn hóa Ba Lan cùng những thành tựu trong sáng tạo nghệ thuật.

## Thành tích nghệ thuật
Dưới đây liệt kê một số phim điện ảnh và phim truyền hình nổi bật có sự góp mặt của Stefan Szmidt:
- 1973: Chłopi – Jacek
- 1974: Potop – Tyzenhauz
- 1980: Dom – Kostek Bawolik
- 1980: Królowa Bona – Jan Hlebowicz
- 1989: Modrzejewska – Tytus Chałubiński
- 1991: Pogranicze w ogniu – Antoni Korełło
- 1999: Pan Tadeusz – Bartek Prusak
- 1999: Ogniem i mieczem – Trung sĩ Skrzetuskiego
- 2003: Stara baśń. Kiedy słońce było bogiem – Mściwój
- 2004: Stara baśń – Mściwój
- 2004: Kryminalni – Janusz Nowacki
- 2009: Generał Nil – Tướng Tadeusz "Bór" Komorowski
- 2010: Śluby panieńskie – Người quản gia
- 2011: Krzyżacy – Herman von Salza
- 2017: Błękitna Armia 1917-1919 – Ferdynand Foch